# برایتبرون ام شیمزی
برایتبرون ام شیمزی (به آلمانی: Breitbrunn am Chiemsee) یک شهر در آلمان است که در بایرن واقع شده‌است.

## خصوصیات
برایتبرون ام شیمزی ۸٫۱۲ کیلومترمربع مساحت دارد ۵۳۶ متر بالاتر از سطح دریا واقع شده‌است.